# ピエール・ガスカール
ピエール・ガスカール（Pierre Gascar、1916年3月13日 - 1997年2月20日) は、フランスの小説家、ジャーナリスト。本名ピエール・フルニエ(Pierre Fournier)で、旅行記などは本名で書いている。

## 経歴
パリに生まれ、幼年期はペリゴールのサント・リヴラードの伯父の元で過ごす。高校卒業後はパリに戻り、生活のために様々な職業-セールスマンや銀行員など36種類にのぼった-に就き、また左翼系作家と交友する。その後兵役に就き、2年後に第二次世界大戦のドイツ軍侵攻に遭って捕虜となり、終戦までの5年間を俘虜収容所で送った。収容所では2回の脱走を企てたために次第に奥地に移され、最後はポーランドのラワ・ルスカの収容所に送られた。
戦後、ジョゼフ・ケッセルの紹介でフランス・ソワール紙の記者となり、小説を書き始め、1949年に最初の小説「家具」を発表。1953年に「けものたち」で批評家賞、「死者の時」でゴンクール賞を受賞。1955年には旅行記「解放された中国」を発表。ベルナール・パリッシー、ビュフォン、ネルヴァル、アレクサンダー・フォン・フンボルトなどの伝記執筆も行った。1960年にはジョルジュ・フランジュの映画『顔のない眼』の脚本に参加。
1994年にはロジェ・カイヨワ賞受賞。

## 作品
少年期の困難な経験は『種子』、Meilleur de la vieを生んだ。捕虜収容所では墓掘り人夫の作業をさせられ、この体験が「死者の時」の元になっている。特徴的な文体は写実的で、また夢幻的、暗示的と言われる。日本では大江健三郎がガスカールの影響を受けた。

### 作品リスト
- 「家具」Les Meubles, 1949
- Le visage clos, 1951
- 「けものたち」Les Bêtes, 1953
- 「死者の時」Le temps des morts, 1953
- 「解放された中国」Chine Ouverte, 1955
- 「女たち」Les Femmes, 1955
- 「種子」La graine, 1955
- 「街の草」L'herbe des rues, 1956
- Les pas perdus, 1958
- Voyage chez les vivants, 1958
- La barre de corail & Les aveugles de Saint-Xavier, 1958
- Soleils, 1960
- 「逃亡者」Le fugitif, 1961
- Les moutons de feu, 1963
- Le meilleur de la vie, 1964
- 「魅惑」Les Charmes, 1965
- Histoire de la captivité des français en Allemagne (1939-1945), 1967
- Auto, 1968
- 「シメール」Les Chimères, 1969
- 「箱船」L'arche, 1971
- 「ランボオとパリ・コミューン」Rimbaud et la Commune, 1971
- Le présage, 1972
- 「人間と動物」L'homme et l'animal, 1974
- Les sources, 1975
- Charles VI, le bal des ardents, 1977
- 「ロベスピエールの影」L'ombre de Robespierre, 1980
- 「ベルナール師匠の秘密-ベルナール・パリシーとその時代」Les secrets de maître Bernard - Bernard Palissy et son temps, 1980
- Le règne végétal, 1981
- 「ネルヴァルとその時代」Gérard de Nerval et son temps, 1981
- 「博物学者ビュフォン」Buffon, 1983
- Le fortin, 1983
- 「探検博物学者フンボルト」Humboldt l'explorateur, 1985
- 「パリの悪魔」Le diable à Paris, 1984
- Du côté de chez Monsieur Pasteur, 1986
- Pour le dire avec des fleurs, 1988
- 「モンテスキュー」Montesquieu, 1988
- Album Les écrivains de la révolution, 1989
- 「肖像と回想」Portraits et Souvenirs, 1991
- La friche, 1993
- Le bestiaire d'Horvat, 1995
- Aïssé, 1998
- Le transsibérien, 1998

### 主な日本語訳
- 『けものたち・死者の時』、渡辺一夫、佐藤朔、二宮敬訳、岩波書店 1955年／岩波文庫、2007年
- 『緑の思考』、佐道直身訳、八坂書房、1995年、哲学エッセイ
- 『ベルナール師匠の秘密-ベルナール・パリシーとその時代』、佐藤和生訳、叢書・ウニベルシタス：法政大学出版局、1986年
- 『肖像と回想　自伝的交友録』、佐藤和生訳、叢書・ウニベルシタス 法政大学出版局、2001年
- 『パリの悪魔』、佐藤和生訳、叢書・ウニベルシタス 法政大学出版局、1988年
- 『ロベスピエールの影』、佐藤和生訳、叢書・ウニベルシタス 法政大学出版局、1985年
- 『探検博物学者フンボルト』、沖田吉穂訳、白水社 1989年
- 『博物学者ビュフォン』、石木隆治訳、白水社 1991年
- 『箱舟』、有田忠郎訳、書肆山田、1987年
- 『太陽 ほか　ピエール・ガスカール作品集』、佐藤和生訳、創土社、1984年
- 『ネルヴァルとその時代』、入沢康夫・橋本綱訳、筑摩書房、1984年
- 『逃亡者』、菅野昭正訳、白水社、新版1980年
- 『人間と動物』、佐藤和生訳、人文書院、1978年
- 『ランボオとパリ・コミューン』、新納みつる訳、人文書院、1977年
- 『女たち』、室淳介訳、講談社、1956年

## 受賞歴
- 1953年 ゴンクール賞
- 1978年 モナコ・ピエール王子賞
- 1991年 SGDL文学大賞
- 1994年 ロジェ・カイヨワ賞

## 注
1. ↑  佐藤朔「ピエール・ガスカールについて」（岩波書店『けものたち・死者の時』）